# ATP Challenger Campos do Jordão-2
Der ATP Challenger Campos do Jordão (offiziell: Campos Challenger) war ein Tennisturnier, das von 1982 bis 1994 jährlich in Campos do Jordão, Brasilien, stattfand. Es gehörte zur ATP Challenger Tour und wurde im Freien auf Sand gespielt. Im Doppel konnten insgesamt sieben Spieler zwei Titel gewinnen. Zwei davon, Ivan Kley und Dácio Campos, gewannen dazu einen Titel im Einzel.

## Liste der Sieger

### Einzel
| Jahr | Sieger              | Finalgegner       | Ergebnis          |
| ---- | ------------------- | ----------------- | ----------------- |
| 1994 | Óscar Ortiz         | Jan Weinzierl     | 7:6, 6:3          |
| 1993 | nicht ausgetragen   | nicht ausgetragen | nicht ausgetragen |
| 1992 | Richard Matuszewski | Danilo Marcelino  | 4:6, 7:6, 7:6     |
| 1991 | Yahiya Doumbia      | Mauro Menezes     | 6:1, 6:3          |
| 1990 | Jaime Oncins        | José Daher        | 6:2, 6:2          |
| 1989 | Mario Tabares       | Danilo Marcelino  | 7:6, 6:4          |
| 1988 | Cássio Motta        | Fernando Roese    | 6:4, 4:6, 6:2     |
| 1987 | Luiz Mattar         | Cássio Motta      | 6:3, 6:1          |
| 1986 | Ivan Kley           | João Soares       | 6:7, 7:6, 7:6     |
| 1985 | Dácio Campos        | Nelson Aerts      | 6:7, 6:3, 6:2     |
| 1984 | nicht ausgetragen   | nicht ausgetragen | nicht ausgetragen |
| 1983 | Rocky Royer         | Carlos Kirmayr    | 7:6, 3:6, 6:3     |
| 1982 | Mark Dickson        | Egan Adams        | 6:3, 6:4          |

### Doppel
| Jahr | Sieger                                | Finalgegner                      | Ergebnis          |
| ---- | ------------------------------------- | -------------------------------- | ----------------- |
| 1994 | Patricio Arnold Richard Matuszewski   | Marcelo Saliola Fabio Silberberg | 6:3, 6:4          |
| 1993 | nicht ausgetragen                     | nicht ausgetragen                | nicht ausgetragen |
| 1992 | José Daher (2) Mario Tabares          | Donald Johnson Tom Mercer        | 6:3, 6:7, 6:3     |
| 1991 | Yahiya Doumbia Jean-Philippe Fleurian | Nelson Aerts Danilo Marcelino    | 6:3, 6:3          |
| 1990 | José Daher (1) Jaime Oncins           | Nelson Aerts Fernando Roese      | 7:6, 6:4          |
| 1989 | Nelson Aerts Fernando Roese (2)       | Stefan Dallwitz Daniel Orsanic   | 6:3, 7:6          |
| 1988 | Ivan Kley (2) Fernando Roese (1)      | Danilo Marcelino Mauro Menezes   | 6:4, 6:4          |
| 1987 | Ivan Kley (1) João Soares             | Carlos Kirmayr Danilo Marcelino  | 6:2, 7:6          |
| 1986 | Dácio Campos (2) Carlos Kirmayr (2)   | Givaldo Barbosa Ivan Kley        | 7:6, 7:5          |
| 1985 | Dácio Campos (1) Carlos Kirmayr (1)   | Luiz Mattar Belus Prajoux        | 6:4, 3:6, 6:4     |
| 1984 | nicht ausgetragen                     | nicht ausgetragen                | nicht ausgetragen |
| 1983 | Thomaz Koch (2) José Schmidt (2)      | Júlio Góes Ney Keller            | 7:6, 6:2          |
| 1982 | Thomaz Koch (1) José Schmidt (1)      | Givaldo Barbosa João Soares      | 6:2, 6:7, 7:6     |